# Wayne Miller
Pour les articles homonymes, voir Miller.
Wayne Forest Miller (Chicago, 19 septembre 1918 - Orinda, 22 mai 2013) est un photographe américain.

## Biographie
Wayne Miller est connu pour sa série de photographies The Way of Life of the Northern Negro. Actif de 1942 à 1975, il a été membre de l'Agence Magnum à partir de 1958.

## Galerie

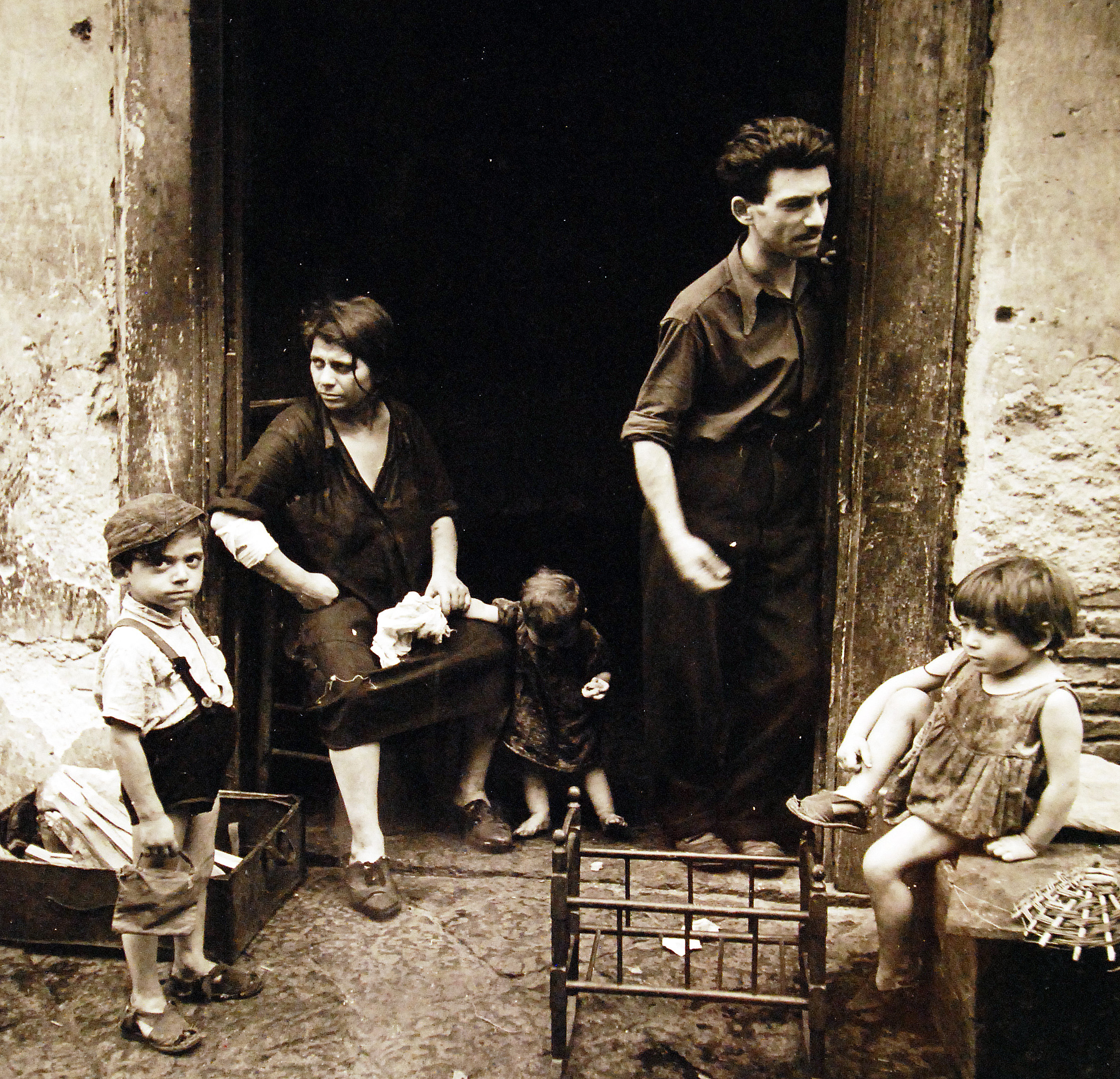
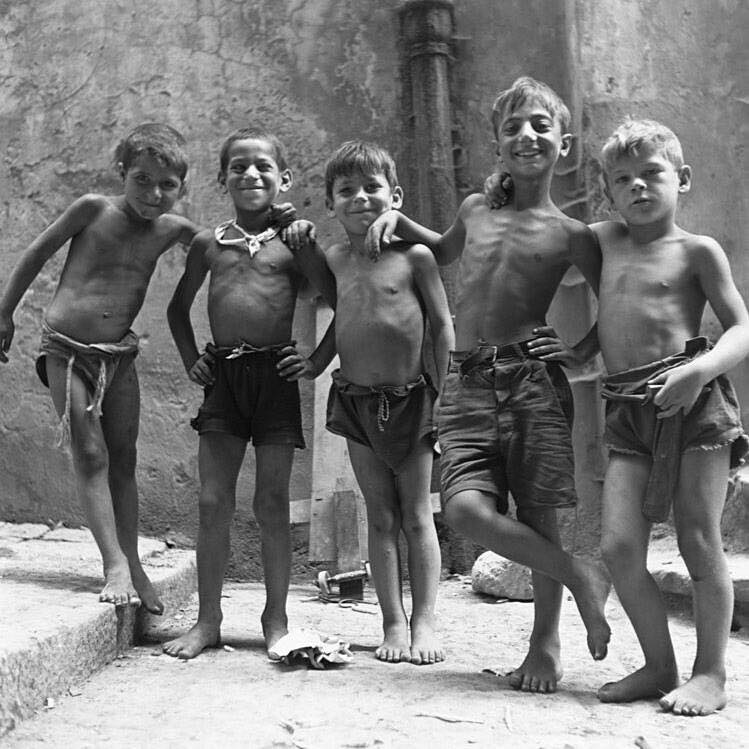
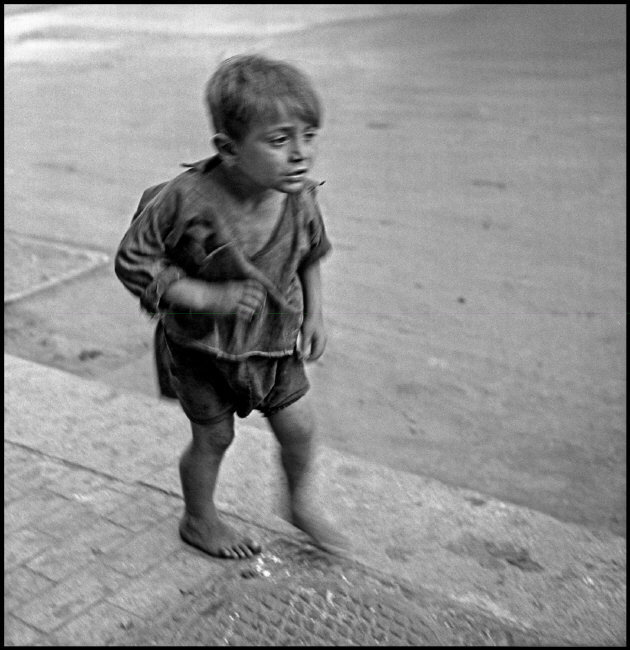
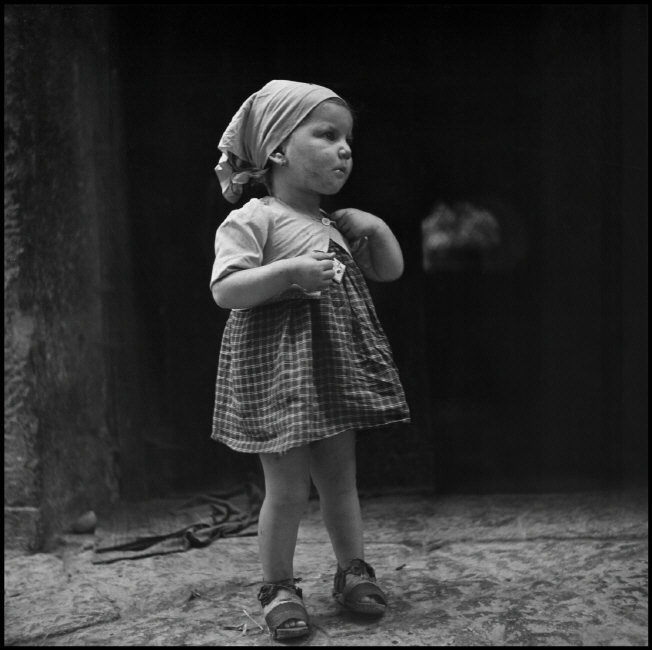

Images de Naples 